# Analema

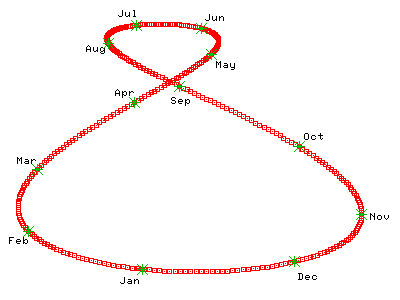
Horizontálně škálovaná analema Země ilustrující nesymetrii pohybu Slunce po obloze díky excentricitě oběžné dráhy

Analema je označení pro dráhu Slunce po obloze pro danou zeměpisnou šířku a délku. Pokud pozorovatel ve stejný časový okamžik během dne (např. v poledne, bez ohledu na změnu letního času) zaznamenává polohu Slunce v průběhu roku, zjistí, že se Slunce pohybuje přibližně po osmičce, stoupající a klesající ~23,5° nad a pod světový rovník. 

## Faktory analemy
Tento zdánlivý pohyb po obloze nejvíce ovlivňuje:
- sklon zemské rotační osy k ekliptice (svislý rozestup; při nulovém sklonu by analema ležela na přímce)
- excentricitou dráhy Země (sklon osmičky, pokud by Země obíhala po kružnici, opsaná osmička by byla souměrná podle svislé osy; v lednu, když Země obíhá v perihelu Slunce na obloze „předbíhá“ dopředu/východně, v červenci v afelu „zaostává“ zpět západně.)
- zeměpisná šířka pozorovaného místa – ta ovlivňuje
  - vodorovný rozestup
  - souměrnost osmičky, směrem k severnímu pólu je větší horní smyčka osmičky, na jižní polokouli nižší smyčka, na rovníku vyrovnaná
  - směr sklonu: na severní polokouli „\“, na jižní „/“, na pólech „|“[1]
  - v polárních oblastech – jak velká část analemy bude vidět nad horizontem

menší vliv má:
- poměr délky oběhu planety vůči rychlosti její rotace
- precese zemské osy (azimut analemy na obloze)
- nutace (přispívá nebo ubírá na sklonu zemské osy – a tedy ke svislému rozestupu analemy –; má velmi dlouhou periodu, téměř neznatelný vliv)

Na jižním a severním pólu lze pozorovat speciální případ analemy – tam má nulový/svislý sklon (osa Země je kolmá k obloze) a spodní část se nachází pod horizontem. Přestože na pólech je zdánlivé putování Slunce po obloze (téměř) horizontální; to, že je analema měřena vždy ve stejný čas během dne, způsobuje, že výsledná dráha vyjde jako vertikální.
Na analemě lze určit body, které odpovídají rovnodennostem a slunovratům. Červnový slunovrat je nejvyšší bod analemy na severní polokouli a nejnižší na jižní, prosincový slunovrat je nejnižším bodem na severní polokouli a nejvyšším na jižní. Jarní a podzimní rovnodennost se nachází přibližně v průsečíku osmičky.

## Analema u jiných nebeských těles
Analema existuje i pro další planety, její tvar závisí na jejich oběžných a rotačních parametrech:
- elipsa – Jupiter
- osmička – Země, Uran, Neptun
- kapka – Mars,[1] Saturn

Pro Merkur a Venuši klasická analema neexistuje – je to díky spin-orbitální rezonanci Merkuru (každý den trvá přesně dva roky) a velmi dlouhému dni (v porovnání s délkou roku) na Venuši.

## Další informace
- Existují také analematické sluneční hodiny, které jsou např. součástí naučné Sluneční stezky Porubou.
- Existence analemy je nepřímý důkaz heliocentrismu. Pozorování analemy ale nestačilo k vyvrácení převládajícímu geocentrismu samo o sobě – až do doby Koperníka/Galilea se interpretovala pomocí složitých geocentrických modelů (epicykly).

### Související odkazy
- Gnómón